# Ruslán Avleiev
Ruslán Shamílievich Avleiev, en ruso Русла́н Шами́льевич Авлеев (nacido el 04 de junio de 1976 en Sarapul, Udmurtia, Rusia), es un exjugador de baloncesto ruso. Con 1,98 m de estatura, su puesto natural en la cancha era el de ala-pívot.

## Trayectoria
- CSKA Moscú (1996-1997)
- Lokomotiv Alma Ata (1997-1998)
- Lokomotiv Kazan (1998-2000)
- UNICS Kazán (2000-2001)
- Ural Great Perm (2001-2002)
- Virtus Bolonia (2002-2003)
- Ural Great Perm (2003-2004)
- UNICS Kazán (2004-2005)
- Dinamo Moscú (2005)
- UNICS Kazán (2005-2006)